# Enis Hajri
Enis Hajri, né le 6 mars 1983 à M'saken, est un footballeur germano-tunisien.

## Biographie
Il joue pour le PSFC Chernomorets Bourgas entre 2009 et 2011 après avoir été transféré du club allemand du FSV Oggersheim. 
Hajri est transféré au club du Henan Construction FC, équipe évoluant en Chinese Super League, le 13 février 2012. Il fait ses débuts dans sa nouvelle équipe le 10 mars, lors d'une défaite contre le Liaoning Whowin FC (1-3). 
Le 19 juin, il rejoint le 1. FC Kaiserslautern, un club évoluant en Bundesliga 2.
Lors de la saison 2013-2014, il est prêté au FC Hombourg où il ne dispute pas le moindre match. Le 27 août 2014, il signe un contrat de cinq ans avec le MSV Duisbourg.